# Zwei Teufelskerle auf dem Weg ins Kloster
Zwei Teufelskerle auf dem Weg ins Kloster ist ein deutsch-italienischer Abenteuerspielfilm aus dem Jahre 1975 von Ernst Hofbauer.

## Handlung
Jim und Jeff sind zwei Glücksritter, die stets auf der Suche nach dem großen Glück und dem Erfolg sind und dabei von einem Fettnäpfchen ins nächste treten. Als sie in Kolumbien eine Ölquelle aufgetan zu haben glauben, stellt sich heraus, dass sie lediglich eine unterirdisch verlaufende Pipeline der ölfördernden Konkurrenz angebohrt haben. Und wieder müssen sie einmal vor wütenden Verfolgern fliehen. Erneut pleite, nehmen die beiden Kumpel gern das Angebot an, dem Juniorchef eines Mailänder Spaghettifabrikanten, Giovanni Telli, den die beiden bereits aus Dschungelmädchen für zwei Halunken kennen, bei dem Ankauf einer goldenen Madonna, die derzeit noch in einem örtlichen Kloster steht, zu helfen. Am Flughafen warten nicht nur Jim und Jeff auf den reichen Italiener, sondern auch die Klosterschwester Andrea. Ihr steckt Giovanni gleich auf dem Flugfeld einen beträchtlichen Geldbetrag (5000 Dollar) als Anzahlung zu. Seine beiden Kumpels Jim und Jeff verpasst er jedoch, weil diese wegen früherer Vergehen mal wieder vor der Staatsgewalt türmen müssen, als sie am Flughafen zwei Polizisten sichten. Auf der Flucht müssen sich die beiden fäusteschwingenden Kumpels ständig mit irgendwelchen Verfolgern prügeln.
Inzwischen im Kloster. Die Mutter Oberin hat ihre Mitschwestern zusammengerufen und macht ihnen die schmerzliche Mitteilung, dass man sich von der geschätzten Madonna, der „goldenen Catarina“, trennen müsse. Denn um das geplante Kinderhospital zu errichten, benötige man sehr viel Geld. In der Zwischenzeit nähert sich eine Segelyacht der kolumbianischen Küste. An Bord befindet sich der Ganove Banausis, der ebenfalls ein Auge auf die Madonna geworfen hat. Zu ihm gehört auch Yolanda, die auf dem Flugfeld Giovanni bereits in der Verkleidung der Klosterschwester Andrea die 5000 $ abgeknüpft hatte, denn auch sie ist eine Ganovin. Mit den Mädels an Bord von Banausis’ Yacht begibt sie sich zum abgelegenen Kloster und täuscht einen soeben überstandenen Flugzeugabsturz vor, sodass den jungen Frauen Einlass gewährt wird. Der Plan ist, erst einmal im Kloster, die Goldene Madonna zu rauben. Die Frauen sperren die echten Nonnen weg und ziehen deren Gewänder an, dann trifft auch Gangsterboss Banausis ein. Doch die drei Abenteurer Jim, Jeff und Giovanni erreichen allmählich ebenfalls das Kloster. Anhand eines Brillantringes an „Schwester Yolandas“ Finger und der bemalten Fußnägel von „Mutter Oberin“ erkennen Jim und Jeff rasch, dass etwas an den „Nonnen“ im Kloster faul sein muss. Es folgt eine endlose Prügelorgie im Klostergarten zwischen Jeff und Jim und den Handlangern des Gangsterbosses. Dann trifft auch noch ein Bischof ein.
In der Zwischenzeit hat sich Banausis mit seinen falschen Nonnen und der Goldenen Madonna abgesetzt. Alle sind im Hotel des Señor Olivares untergekommen, der genau weiß, welch kostbare Fracht Banausis und seine Frauen mit sich führen. Er lädt alle auf seine Hazienda ein, wo man während einer Fiesta auf das Flugzeug, das die Gangster mit der Madonna außer Landes bringen soll, warten könne. Auch Jim und Jeff und Giovanni werden von dem Hotelbesitzer zum Fest auf seine Hazienda eingeladen. Während Banausis, Yolanda und ihre Mädels mit der Goldenen Catarina zur Olivera-Hazienda wegfahren, lassen Jeff und Jim in Windeseile eine Fälschung der Madonna aus Holz anfertigen, denn sie verfolgen einen Plan. Sie wollen auf der Farm die neue gegen die alte Madonna austauschen und Banausis damit reinlegen. Während Jeff mit einer heftigen Kussattacke die Bewacherin der Madonna ablenkt, tauscht der baumlange, kräftigere Jim die Goldene Catarina gegen die soeben fertiggestellte Fälschung aus. Auf dem Weg nach unten stürzt jedoch Jim mit der Madonna die steile Treppe hinab und wird ohnmächtig. Der hinzueilende Giovanni glaubt, dass Jim die Fälschung gerade nach oben transportierten wollte und bringt die echte Madonna wieder an ihre alte Stelle. Dafür wird er von Jegg ordentlich angeschnauzt. Schließlich aber können die drei Kumpels Banausis am Flugplatz, wo dieser auf seine Maschine wartet, erneut übertölpeln und diesmal mit der echten Madonna entkommen.

## Produktionsnotizen
Zwei Teufelskerle auf dem Weg ins Kloster wurde vom 6. Februar bis zum 27. März 1975 in den Höhenlagen von Kolumbien gedreht und am 15. August 1975 in Düsseldorf uraufgeführt. Der Dialogregisseur vor Ort in Kolumbien hieß Fernando Orozco. Der Film ist eine Fortsetzung von Dschungelmädchen für zwei Halunken mit denselben drei Hauptdarstellern.
Peter Rothe entwarf die Ausstattung, Frank Guarente war Regieassistent. Géza von Cziffra und Karl Heinz Zeitler verfassten das Drehbuch unter Pseudonymen.

## Kritik
Das Lexikon des Internationalen Films verriss den Film und sah in ihm eine „in jeder Hinsicht ausgelaugte Unterhaltung: die Schlägereien wirken zunehmend eintöniger, die Komik ist nur noch angestrengt.“